# Kigufi
Kigufi est une localité au Rwanda, située au sud de la ville de Gisenyi, dans le district de Rubavu de la province de l'Ouest.

## Géographie
Kigufi est située au bord du lac Kivu.

## Curiosités
- Maison Saint Benoît, couvent de bénédictines dont l'activité principale est l'hôtellerie.